# 블레즈 디아뉴 국제공항
블레즈-디아뉴 국제공항(영어: Blaise-Diagner International Airport, 프랑스어: Aéroport international Blaise-Diagne)은 세네갈의 수도 다카르에서 동남쪽으로 47km 떨어져 있는 프티트-코트 근처 디아스에 있는 세네갈의 수도 다카르 국제공항이다. 2017년 12월 7일에 개항하여 구 공항 레오폴 세다르 상고르 국제공항(AILSS)을 대체하였다.

## 운항 노선

### 여객선
| 항공사                                  | 목적지                                                                         |
| --------------------------------------- | ------------------------------------------------------------------------------ |
| 에글 아쥐르                             | 마르세유                                                                       |
| 에어 알제리                             | 알제, 누악쇼트, 아비장                                                         |
| 에어 부르키나                           | 바마코, 와가두구                                                               |
| 에어 코트디부아르                       | 아비장                                                                         |
| 에어프랑스                              | 파리(샤를 드골)                                                                |
| 에어 이탈리                             | 밀라노(말펜사)                                                                 |
| 아릭 에어                               | 라고스                                                                         |
| ASKY 항공                               | 아비장, 비사우, 로메                                                           |
| 빈테르 카나리아스(에어 노스트룸이 운항) | 라스팔마스/그란카나리아, 테네리페-노르테(북)                                   |
| 브뤼셀 항공                             | 브뤼셀                                                                         |
| 코르스에어 국제항공                     | 파리(오를리)                                                                   |
| 델타 항공                               | 뉴욕(JFK)                                                                      |
| 에미레이트 항공                         | 두바이                                                                         |
| 에티오피아 항공                         | 아디스아바바, 바마코                                                           |
| 이베리아 항공                           | 마드리드                                                                       |
| 케냐 항공                               | 아비장, 바마코, 나이로비                                                       |
| 모리타니 항공                           | 코나크리, 누악쇼트                                                             |
| 루아얄 메르 마록                        | 카사블랑카                                                                     |
| 남아프리카 항공                         | 요하네스버그(OR탐보), 워싱턴D.C.                                               |
| TAP 포르투갈                            | 리스본                                                                         |
| 트란세어                                | (국제선: 반줄, 비사우, 코나크리, 프라이아) (국내선: 캅 스키링, 콜다, 지갱쇼르) |
| 트란사비아                              | 암스테르담 (계절편)                                                            |
| TUI 플라이 네덜란드                     | 암스테르담 (계절편)                                                            |
| 튀니스 에어                             | 튀니스                                                                         |
| 터키항공                                | 이스탄불(아르나부코이)                                                         |
| 부엘링 항공                             | 바르셀로나                                                                     |

### 화물 노선
| 항공사          | 목적지                                 |
| --------------- | -------------------------------------- |
| 루프트한자 카고 | 상파울루-과룰류스, 캉피나스-비라코푸스 |
| 칼리타 항공     | 상파울루-과룰류스                      |

## 같이 보기
- 세네갈의 교통
- 레오폴드-세다르-상고르 국제공항(구 공항)
- 세네갈 지역 고속 열차는 추후 공항에서 다카르 시내까지 연결해서 개통될 것이다.